# Cervellói Szent Mária
Cervellói Szent Mária (spanyolul: María de Cervelló), (Barcelona, 1230. december 1. – Barcelona, 1290. szeptember 19.) szentként tisztelt középkori spanyol apáca.
Spanyol családból származott. Több előkelő barátnőjével együtt lépett be a Szűz Máriáról elnevezett mercedárius női szerzetesrendbe. Halála után állítólag gyakran nyújtott csodás segítséget a hozzá folyamodóknak, ezért terjedt el a „Segítő Szent Mária” neve és tisztelete a spanyoloknál is. Ünnepét halála napján üli az egyház.